# Casa de Posta Reial
La Casa de Posta Reial és una obra de la Jonquera (Alt Empordà) inclosa a l'Inventari del Patrimoni Arquitectònic de Catalunya.

## Descripció
Edifici entre mitgeres,situat al centre del poble, de planta baixa i dos pisos. És un edifici amb paredat de pedres irregulars, amb obertures carreuades. La porta d'entrada a la casa té la llinda amb la data 1733 i la inscripció POSTA REIAL. La façana posterior té un cos sortit amb una porta d'accés en un primer pis amb la llinda a on es repeteix la inscripció POSTA REIAL.